# منیر دیان
منیر دیان (انگلیسی: Mounir Diane؛ زادهٔ ۱۶ مهٔ ۱۹۸۲) بازیکن فوتبال اهل مراکش است.
از باشگاه‌هایی که در آن بازی کرده‌است می‌توان به باشگاه فرهنگی ورزشی دبی، باشگاه فوتبال باستیا، و باشگاه فوتبال لانس اشاره کرد.
وی همچنین در تیم ملی فوتبال مراکش بازی کرده‌است.